# 장동초등학교 (전남)
장동초등학교는 대한민국 전라남도 장흥군에 있는 공립 초등학교이다.

## 학교 연혁
- 1933년 4월 1일 장평보통학교 부설 장동간이학교 개교
- 1941년 4월 1일 장동국민학교로 승격
- 1981년 3월 1일 병설유치원 개원
- 1999년 9월 1일 용곡분교장 통폐합

## 참고 자료
- 장동초등학교 - 한국교육학술정보원 학교알리미